# Ніколаос (принц Греції і Данії)
Ніколаос, принц Греції і Данії (нар. 1 жовтня 1969, Рим, Італія) — другий син та третя дитина подружжя колишнього короля Греції з династії Глюксбургів Констянтина II та Анни-Марії Данської, наймолодшої дочки короля Данії Фредеріка IX і сестра королеви Данії Маргрете II.

## Біографія
Народився в Римі, Італія, через переворот, який призвів до падіння монархії в Греції і який змусив членів грецької королівської родини тікати до Італії в грудні 1967 року. Його батько король Констянтин II остаточно скинутий з престолу 1973 року, монархію офіційно скасована в 1974 році, а всі члени королівської родини позбавлені титулів, маєтностей, привілеїв та навіть грецького громадянства.
Як і його брати та сестри, здобув освіту в Грецькому коледжі в Лондоні, заснованому його батьками в 1980 році. 1993 року закінчив Університет Брауна і здобув ступінь бакалавра у міжнародних відносинах. Працював у компанії NatWest Markets в Лондоні, з 1998 року працює у приватній компанії батька. Член правління Фонду Анни-Марії, призначеного для надання допомоги жертвам стихійних лих в Греції, таких, як повені та землетруси.
2000 року принц Ніколаос спільно з іншими представниками європейських королівських родин взяв участь в Олімпіаді в Сіднеї, Австралія, у змаганнях з вітрильного спорту.
25 серпня 2010 року принц Ніколаос поєднався православним шлюбом із Тетяною Блатнік, івентором французького модного дизайнера Діани фон Фюрстенберг. Вінчання відбулось на грецькому острові Спецес у присутності представників кількох європейських монархічних династій, зокрема всі члени данської королівської родини, Софія Грецька та Ганноверська зі спадкоємцями з родинами, молодше покоління шведської королівської родини, а також кронпринц Норвегії Гокон, принц Віллем-Олександр з принцесою Нідерландів Максимою. 31 серпня номархія Пірея, до якого адміністративно відноситься острів Спецес, винесла штраф власнику ділянки на острові в розмірі 296 тисяч євро, оскільки на зведення павільйону для вінчання не було отримано дозвіл.